# Augustinern 77 (Quedlinburg)

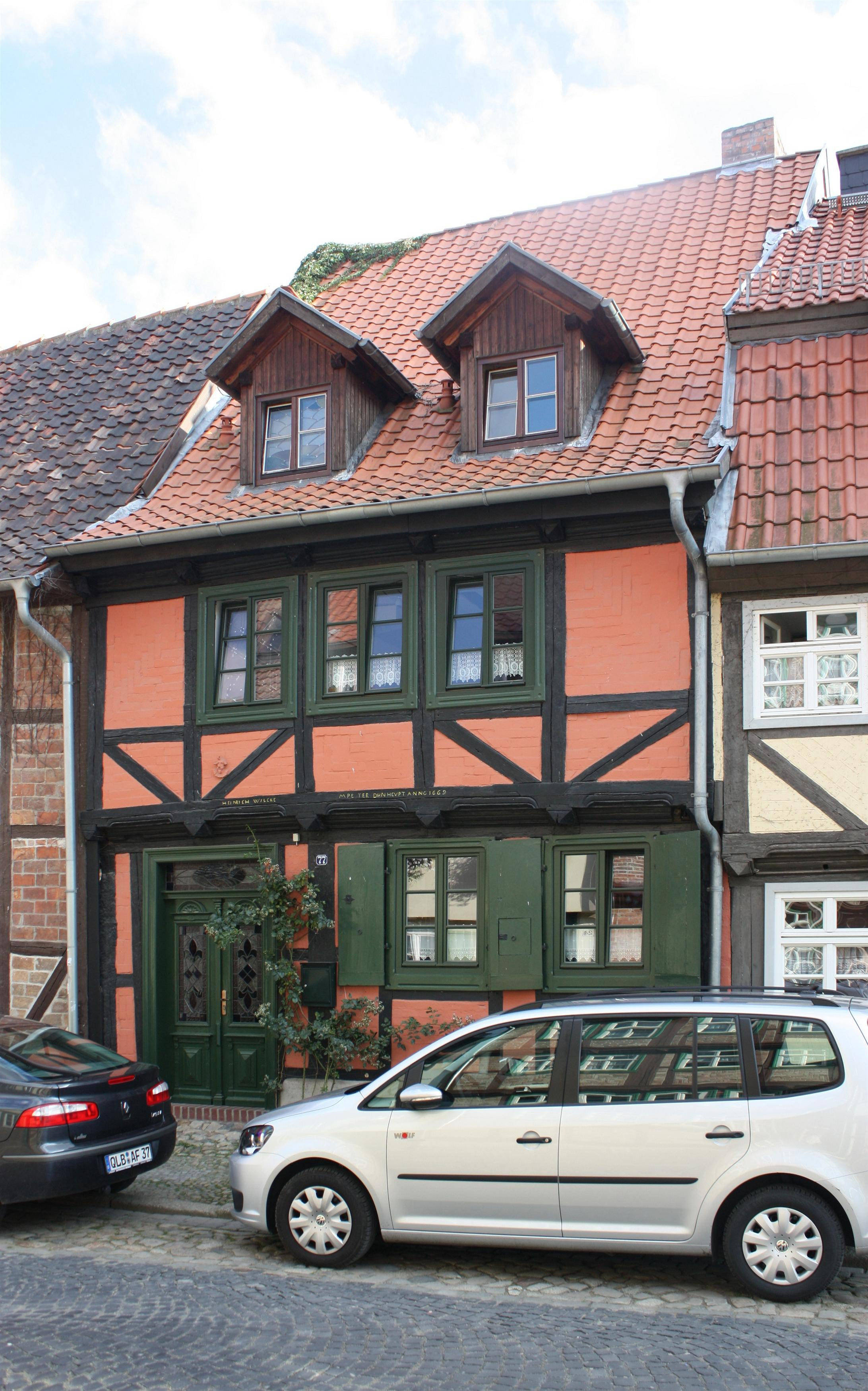
Haus Augustinern 77

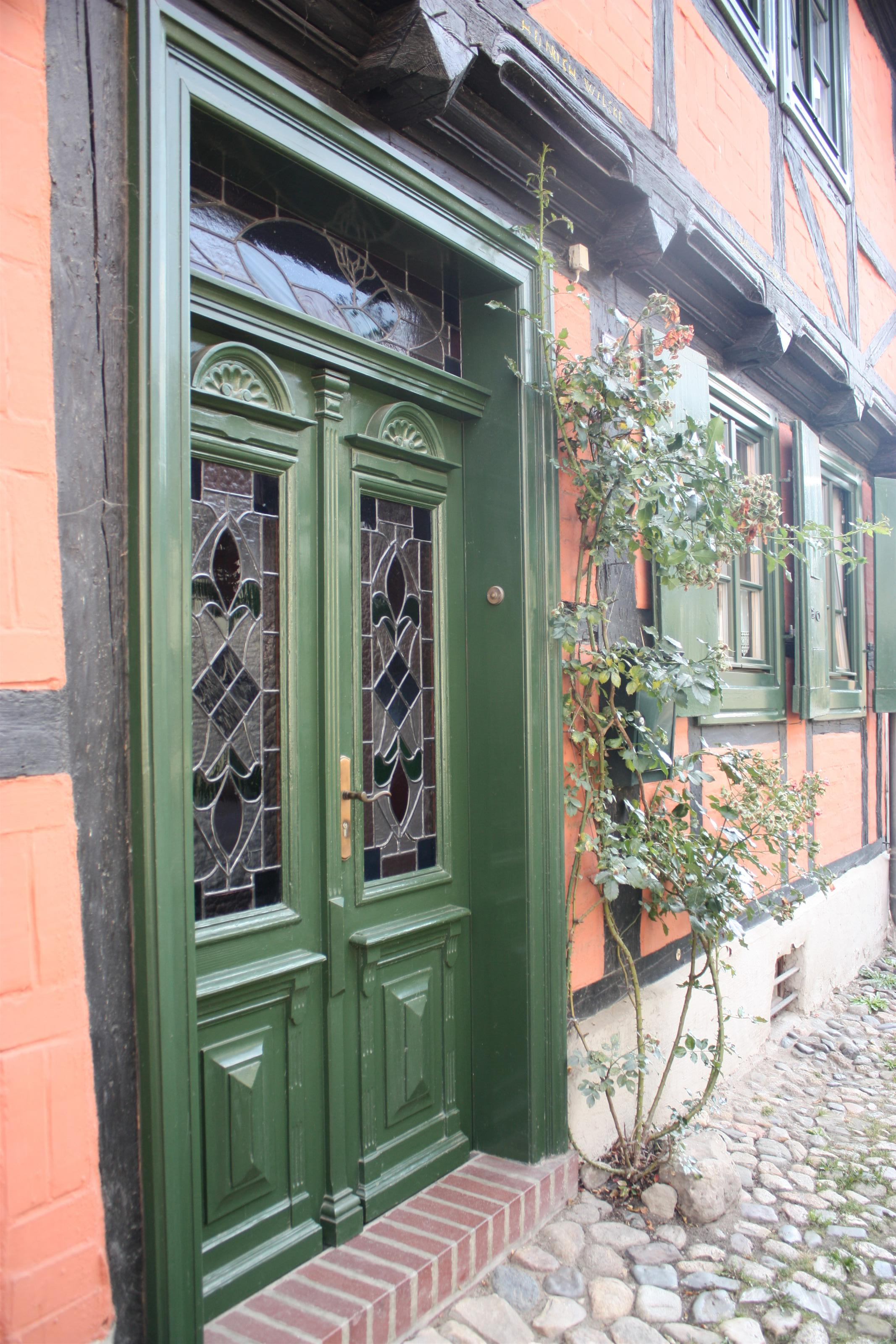
Haustür

Das Haus Augustinern 77 ist ein denkmalgeschütztes Gebäude in der Stadt Quedlinburg in Sachsen-Anhalt.

## Lage
Es befindet sich im nördlichen Teil der historischen Quedlinburger Neustadt und gehört zum UNESCO-Weltkulturerbe. Im Quedlinburger Denkmalverzeichnis ist es als Wohnhaus eingetragen. Östlich grenzt es an das gleichfalls denkmalgeschützte Haus Augustinern 76, westlich an das Haus Augustinern 78.

## Architektur und Geschichte
Das zweigeschossige Fachwerkhaus entstand nach einer am Gebäude befindlichen Inschrift M. PETER DUNHEUPT durch den Quedlinburger Zimmermeister Peter Dünnehaupt im Jahr 1669. An der Stockschwelle des Hauses finden sich Pyramidenbalkenköpfe. Darüber wurden Fußstreben und Schiffskehlen eingesetzt. Die Haustür stammt vom Ende des 19. Jahrhunderts.